# Lemuel J. Alston
Lemuel James Alston (* 1760 im Warren County, Province of North Carolina; † 1836 im Clarke County, Alabama) war ein US-amerikanischer Politiker. Zwischen 1807 und 1811 vertrat er den Bundesstaat South Carolina im US-Repräsentantenhaus.

## Werdegang
Sowohl das genaue Geburts- als auch das Sterbedatum von Lemuel Alston sind unbekannt. Er wurde im Jahr 1760 im östlichen Teil des damaligen Granville County (dem heutigen Warren County) in North Carolina geboren. Nach dem Unabhängigkeitskrieg zog er nach Greenville (South Carolina). Nach einem Jurastudium und der Zulassung als Rechtsanwalt begann er in seiner neuen Heimatstadt in diesem Beruf zu arbeiten.
In den Jahren 1789 und 1790 saß Alston als Abgeordneter im Repräsentantenhaus von South Carolina. Bei den Kongresswahlen des Jahres 1806 wurde er als Kandidat der Demokratisch-Republikanischen Partei im achten Wahlbezirk von South Carolina in das US-Repräsentantenhaus in Washington, D.C. gewählt, wo er am 4. März 1807 die Nachfolge von Elias Earle antrat. Nach einer Wiederwahl konnte er bis zum 3. März 1811 zwei Legislaturperioden im Kongress absolvieren.
Im Jahr 1816 zog er in das Clarke County in Alabama, wo er sich in der Nähe von Grove Hill niederließ. Zwischen 1816 und 1821 war er Vorsitzender Richter des dortigen Bezirksgerichts. Lemuel Alston starb im Jahr 1836 auf seinem Anwesen „Alston Place“. Alston war Sklavenhalter.